# Voleibol de praia nos Jogos do Mediterrâneo de Praia
O voleibol de praia faz parte do programa esportivo dos Jogos do Mediterrâneo de Praia desde a primeira edição do evento, realizada em 2015, em Pescara, e novamente na segunda edição, realizada em 2019, em Patras e também na terceira edição do evento, realizada em 2023, em Heraclião.Com a participação da África, Ásia e Europa, disputado a cada quatro anos e organizado pelo Comitê Internacional dos Jogos do Mediterrâneo (CIJM).

## Eventos
| Eventos   | 15 | 19 | 23 | 27 |
| --------- | -- | -- | -- | -- |
| Masculino | •  | •  | •  | d  |
| Feminino  | •  | •  | •  | d  |